# Bertille Bak
Pour les articles homonymes, voir Bak.
Bertille Bak est une plasticienne française née en 1983 à Arras ; elle vit et travaille à Paris. Par le biais de vidéos, d'installations, de sculptures et de dessins, elle interroge les notions d'identité, de communauté, de territoire et de mémoire.

## Biographie
De 2002 à 2007, Bertille Bak étudie à l'École des beaux-arts de Paris, dans l'atelier Christian Boltanski. L'année suivante, elle est au Fresnoy Studio National des Arts Contemporains, à Tourcoing. Petite-fille de mineur, ses premiers travaux en 2005 s'intéressent aux cités minières du nord de la France.

## Œuvres
La démarche de Bertille Bak consiste à s'immerger pendant plusieurs mois dans une communauté spécifique, souvent marginalisée, pour en comprendre les habitudes, les rituels, les fonctionnements et les liens qui l'unissent avec d'autres groupes. Une fois la confiance établie avec les différents membres de la communauté, elle leur propose de travailler avec elle sur un projet pensé selon leur environnement. Pour Laurent Jeanpierre, « Bak ne propose pas un portrait classique de communauté, avec ses symboles, ses rituels, ses personnages et ses clans. Elle pose sur le collectif un regard décentré (...). L'œil de l'artiste est attentif aux temps morts, aux errances, aux manipulations ordinaires des individus, bref au « travail d'à-côté » qui échappe à la vie communautaire réglée.» L'artiste ne se limite pas à analyser une communauté comme pourrait le faire un chercheur ou un ethnographe par exemple, elle collabore sur un mode poétique avec les individus qui composent cette communauté. Pour Jessica Castex, « Bertille Bak est une conteuse qui part de faits réels ».

## Expositions
- Bertille Bak. Abus de souffle », Jeu de Paume, 2024
- Power Coron, Le Louvre Lens, 2023

- Dark-En-Ciel, La Criée, Rennes, 2023
- Mineur Mineur, Fondation Merz, Turin, 2023
- Bestiaire, Galerie Xippas, Paris, 2014
- Le Tour de Babel, Grand Café, Saint-Nazaire[6], 2014

- Faire le mur , collective, Édimbourg, 2013[7]
- Circuits, musée d'Art moderne de Paris, Paris, 2012[8]
- Bertille Bak, Nettie Horn Gallery, Londres, 2012[9]
- O Quatrième, Les Églises, Chelles, 2012
- Les fables de Bertille Bak, Chelles, 2012
- Urban Chronicle, Palais de Tokyo, Paris, 2011
- Le tour du propriétaire, Mac/Val, Vitry-sur-Seine, 2011[2]
- La Chambre, Galerie Xippas, Paris, 2010
- T'as de beaux vieux, tu sais, Le Plateau FRAC/Île-de-France, Paris, 2008
- Là-bas, Art gallery of Silpakorn, Wang Tha Phra, Bangkok, 2006

## Prix et récompenses
- Prix Gilles Dusein / Neuflize Vie, 2007
- Prix Hiscox Start, 2008
- Prix de l'Institut de Science et Technologie de Valenciennes, 2009
- Prix René Vautier / Jeunes Talents TEC/CRIAC, 2009
- Prize Edward Steichen, Luxembourg, 2010
- Prix du Rayon-Vert, Cerbère-Poitou, 2013
- Lauréate du Mario Merz Prize, Art Section, 2014

## Décorations
- Chevalier de l'ordre des Arts et des Lettres (2025)[10]